# Party Like a Russian
«Party Like a Russian» es una canción del cantautor británico Robbie Williams, lanzado como el primer sencillo de su undécimo álbum de estudio Heavy Entertainment Show (2016). Fue lanzado en el Reino Unido el 30 de septiembre de 2016. La canción fue escrita por Robbie Williams, Guy Chambers y Chris Heath.

## Posicionamiento
| Lista (2016)                         | Mejor posición |
| ------------------------------------ | -------------- |
| Bélgica (Ultratip Flanders)          | 32             |
| Alemania (Official German Charts)    | 72             |
| Escocia (Official Charts Company)    | 19             |
| Suecia (Schweizer Hitparade)         | 52             |
| UK Singles (Official Charts Company) | 68             |